# Alna (Maine)
Alna ist eine Town im Lincoln County des Bundesstaates Maine in den Vereinigten Staaten. Im Jahr 2020 lebten dort 710 Einwohner in 359 Haushalten auf einer Fläche von 55,22 km².

## Geographie
Nach dem United States Census Bureau hat Alna eine Gesamtfläche von 55,22 km², von der 54,13 km² Land sind und 1,09 km² aus Gewässern bestehen.

### Geografische Lage
Alna liegt zentral im Lincoln County. Der Sheepscot River fließt zunächst in östlicher Richtung durch den Norden des Gebietes und verläuft dann in südlicher Richtung entlang der östlichen Grenze der Town. Im Westen grenzt der Dresden Bog Reservoir an. Die Oberfläche ist eben, ohne nennenswerte Erhebungen.

### Nachbargemeinden
Alle Entfernungen sind als Luftlinien zwischen den offiziellen Koordinaten der Orte aus der Volkszählung 2010 angegeben.
- Norden: Whitefield, 11,1 km
- Nordosten: Jefferson, 12,3 km
- Osten: Newcastle, 7,1 km
- Süden: Wiscasset, 10,5 km
- Westen: Dresden, 8,7 km
- Nordwesten: Pittston, Kennebec County, 8,9 km

### Stadtgliederung
In Alna gibt es mehrere Siedlungsgebiete: Alna (ehemals Puddledock, oder Puddle Dock), Alna Center und Head Tide.

### Klima
Die mittlere Durchschnittstemperatur in Alna liegt zwischen −6,8 °C (20 °Fahrenheit) im Januar und 20,6 °C (69 °Fahrenheit) im Juli. Damit ist der Ort gegenüber dem langjährigen Mittel der USA um etwa 6 Grad kühler. Die Schneefälle zwischen Oktober und Mai liegen mit bis zu zweieinhalb Metern mehr als doppelt so hoch wie die mittlere Schneehöhe in den USA; die tägliche Sonnenscheindauer liegt am unteren Rand des Wertespektrums der USA.

## Geschichte
Alna gehörte zunächst zu Pownalboro, wie auch Dresden, Wiscasset und Perkins. Bis auf das Land der Town Perkins kaufte Christopher Lawson das Gebiet den Indianern im Jahr 1649 ab. Er verkaufte es an die Herren Clark und Lake. Lake siedelte sich in dem Gebiet an, er wurde später von Indianern getötet. 1754 wurde gegenüber von Swan Island ein Fort errichtet. Es wurde nach Gouverneur William Shirley benannt. Pownalboro wurde im Jahr 1760 als Town organisiert und nach Thomas Pownall benannt. Für mehr als 30 Jahre war Pownalboro Shire Town des Lincoln Countys. Das ehemalige Court House des Lincoln Countys befindet sich in der Town. Es wurde unter Denkmalschutz gestellt. Zu den ersten Siedlern gehörten 1760 die Cushing-Brüder William, Charles und Rowland. Sie prägten das Gebiet, William und Rowland waren Anwalt bzw. Richter, Charles Brigade-General der Miliz und der erste Sheriff des Lincoln Countys.
Nach dem Unabhängigkeitskrieg wuchs Alna. Am 25. Juni 1794 wurde der Norden der Town Pownalborough als eigenständige Town unter dem Namen New Milford organisiert. Dieser wurde im Jahr 1811 in Alna geändert. Der Name stammt vom lateinischen Alnus, deutsch Erle, und leitet sich von den Erlen ab, die auf dem Gebiet der Town wachsen. Neben der Landwirtschaft war der Schiffbau in Alna ein wichtiger Wirtschaftszweig. Werften in Alna bauten Anfang des 19. Jahrhunderts 103 Schoner und Briggs.
Die Bahnstrecke Wiscasset–Burnham verläuft durch Alna, wo noch heute ein etwa 3,5 km langer Abschnitt erhalten ist und als Museumsbahn betrieben wird. Gebaut wurde die Bahnstrecke ab 1894 von der Wiscasset and Quebec Railroad.

### Einwohnerentwicklung
| Volkszählungsergebnisse – Town of Alna, Maine | Volkszählungsergebnisse – Town of Alna, Maine | Volkszählungsergebnisse – Town of Alna, Maine | Volkszählungsergebnisse – Town of Alna, Maine | Volkszählungsergebnisse – Town of Alna, Maine | Volkszählungsergebnisse – Town of Alna, Maine | Volkszählungsergebnisse – Town of Alna, Maine | Volkszählungsergebnisse – Town of Alna, Maine | Volkszählungsergebnisse – Town of Alna, Maine | Volkszählungsergebnisse – Town of Alna, Maine | Volkszählungsergebnisse – Town of Alna, Maine |
| Jahr                                          | 1800                                          | 1810                                          | 1820                                          | 1830                                          | 1840                                          | 1850                                          | 1860                                          | 1870                                          | 1880                                          | 1890                                          |
| --------------------------------------------- | --------------------------------------------- | --------------------------------------------- | --------------------------------------------- | --------------------------------------------- | --------------------------------------------- | --------------------------------------------- | --------------------------------------------- | --------------------------------------------- | --------------------------------------------- | --------------------------------------------- |
| Einwohner                                     | 636                                           | 797                                           | 978                                           | 1175                                          | 990                                           | 916                                           | 805                                           | 747                                           | 687                                           | 512                                           |
| Jahr                                          | 1900                                          | 1910                                          | 1920                                          | 1930                                          | 1940                                          | 1950                                          | 1960                                          | 1970                                          | 1980                                          | 1990                                          |
| Einwohner                                     | 444                                           | 457                                           | 320                                           | 294                                           | 339                                           | 350                                           | 347                                           | 315                                           | 425                                           | 571                                           |
| Jahr                                          | 2000                                          | 2010                                          | 2020                                          | 2030                                          | 2040                                          | 2050                                          | 2060                                          | 2070                                          | 2080                                          | 2090                                          |
| Einwohner                                     | 675                                           | 709                                           | 710                                           |                                               |                                               |                                               |                                               |                                               |                                               |                                               |

## Kultur und Sehenswürdigkeiten

### Bauwerke
In Alna wurden zwei Bauwerke unter Denkmalschutz gestellt und  ins National Register of Historic Places aufgenommen.
- Alna Meetinghouse, 1970 unter der Register-Nr. 70000079.[11]
- Alna School, 1975 unter der Register-Nr. 75000101.[12]

## Wirtschaft und Infrastruktur

### Verkehr
Die Maine State Route 218 verläuft in nordsüdlicher Richtung durch Alna, in westöstlicher Richtung verläuft die Maine State Route 194 nördlich des Sheepscot Rivers.

### Öffentliche Einrichtungen
Es gibt keine medizinischen Einrichtungen oder Krankenhäuser in Alna. Die nächstgelegenen befinden sich in Damariscotta, Bath, Waldoboro und Augusta.
In Alna gibt es keine eigene Bücherei. Die nächstgelegenen befinden sich in Dresden, Damariscotta und Wiscasset.

### Bildung
Alna gehört mit Chelsea, Palermo, Somerville, Westport Island, Windsor und Whitefield zum Schulbezirk Sheepscot Valley RSU 12.
Im Schulbezirk werden folgende Schulen angeboten:
- Chelsea Elementary School in Chelsea, mit Schulklassen vom Kindergarten bis 8. Schuljahr
- Palermo Consolidated School in Palermo, mit Schulklassen vom Kindergarten bis 8. Schuljahr
- Somerville Elementary School in Somerville, mit Schulklassen von Pre-Kindergarten bis 6. Schuljahr
- Whitefield Elementary School in Whitefield, mit Schulklassen vom Kindergarten bis 8. Schuljahr
- Windsor Elementary School in Windsor, mit Schulklassen vom Pre-Kindergarten bis 5. Schuljahr

## Persönlichkeiten

### Söhne und Töchter der Stadt
- John T. Averill (1825–1889), Politiker
- Edwin Arlington Robinson (1869–1935),  Lyriker